# Naab
Naab (cz. Nába) – lewobrzeżny dopływ Dunaju. Naab powstaje z połączenia strumieni Waldnaab i Haidenaab w miejscowości Luhe-Wildenau, na południe od Weiden in der Oberpfalz. Naab początkowo płynie w kierunku zachodnim, a następnie południowym.
Naab powstaje z połączenia strumieni:
- Haidenaab – strumień zachodni ze źródłem w Smreczanach,
- Waldnaab – wschodni i najdłuższy strumień, źródło w Lesie Czeskim,
- Fichtelnaab – zachodni dopływ strumienia Waldnaab, ze źródłem w Smreczanach,
- Schweinnaab – zachodni dopływ strumienia Waldnaab, ze źródłem 10 km na północ od Parkstein, uchodzi do Waldnaab w Weiden in der Oberpfalz,
- Dürrschweinnaab – najmniejszy ze strumieni rodziny Naab, zachodni dopływ Sauerbachs, do którego uchodzi w miejscowości Altenstadt-Haidmühle; źródło na północny zachód od miejscowości Altenstadt.

Nad Naab leżą między innymi Tirschenreuth, Neustadt an der Waldnaab, Weiden in der Oberpfalz, Luhe-Wildenau, Wernberg-Köblitz, Nabburg, Schwarzenfeld, Schwandorf, Teublitz, Burglengenfeld, Kallmünz, Duggendorf, Pielenhofen, Penk, Etterzhausen, Pettendorf oraz Windischeschenbach.

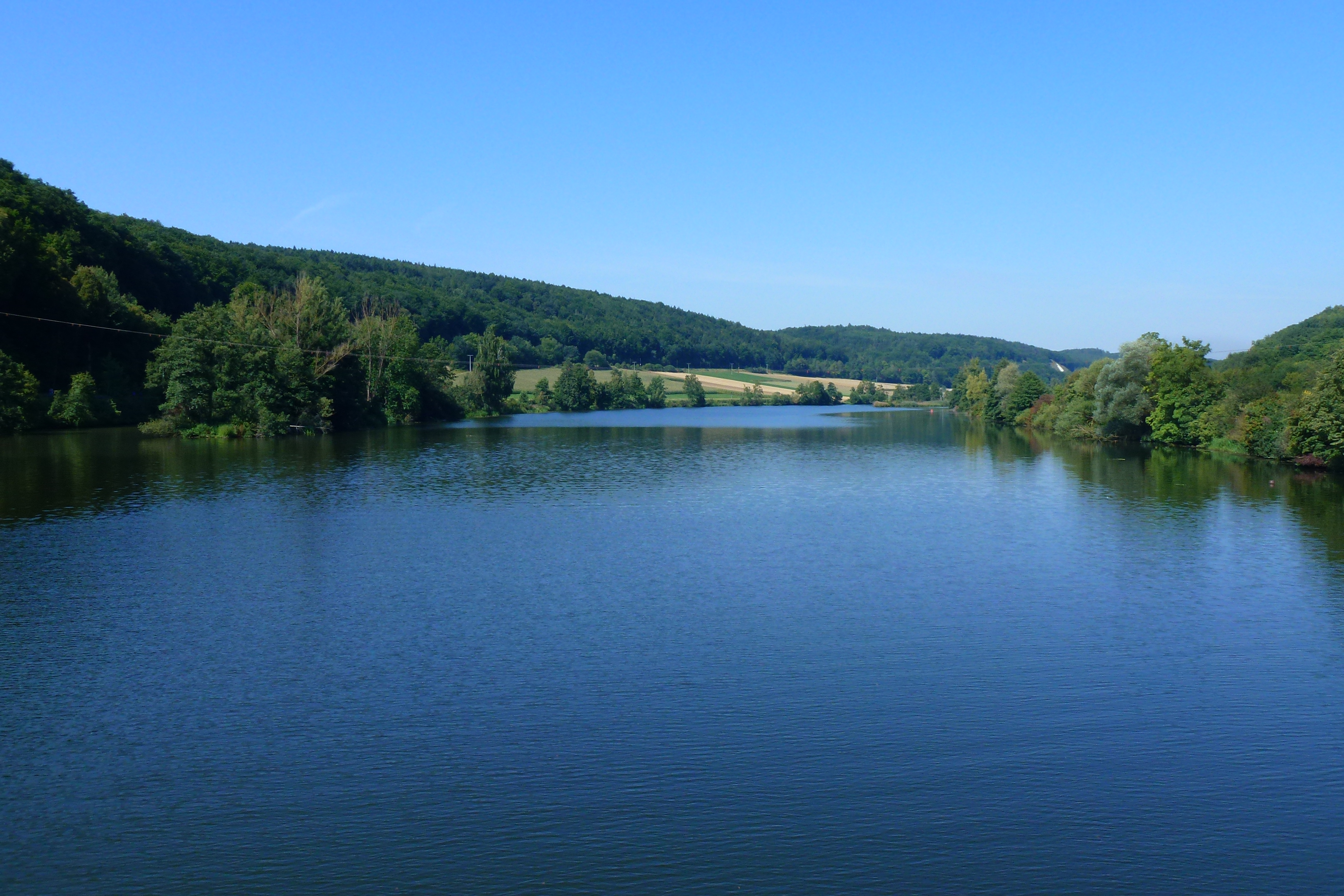
Naab w pobliżu Ratyzbony